# Глоговица
Глоговица (болг. Глоговица) — село в Болгарии. Находится в Перникской области, входит в общину Трын. Население составляет 88 человек.

## Политическая ситуация
Глоговица подчиняется непосредственно общине и не имеет своего кмета.
Кмет (мэр) общины Трын — Станислав Антонов Николов (Граждане за европейское развитие Болгарии (ГЕРБ)) по результатам выборов.